# Kryostat
Kryostat (z řeckého κρύος – chlad) je zařízení používané k dosažení a udržování nízkých teplot vzorků nebo zařízení v kryostatu umístěných. Nízké teploty mohou být udržovány uvnitř kryostatu pomocí různých metod chlazení, obvykle pomocí lázně s kryogenní kapalinou. K tomu se nejčastěji používá kapalný dusík (LN2, teplota varu: −195,8 °C ≈ 77,4 K) nebo kapalné helium (LHe, teplota varu: −268,93 °C ≈ 4,2 K).

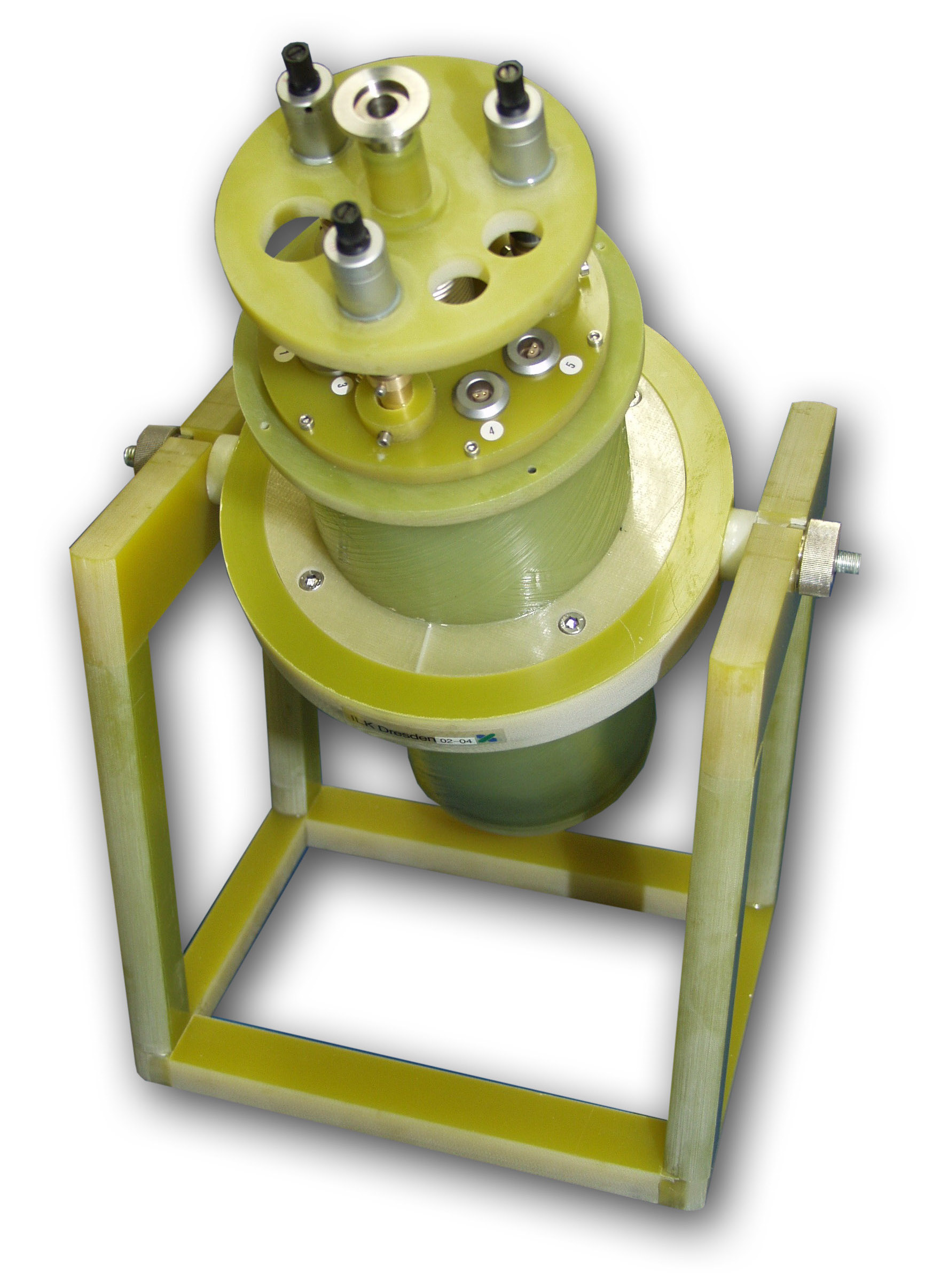
Otočný sklolaminátový kryostat pro kapalný dusík.

Pokud se při teplotách nad 77 K pracuje s kapalným dusíkem, vypouštějí se jeho páry do atmosféry. Při nižších teplotách se však používá hélium a s ohledem na jeho cenu se pára He na výstupu z kryostatu zachycuje a kompresorem stlačuje do tlakových lahví, popř. znova zkapalňuje podle toho, jak je laboratoř vybavena. V každém případě je potřebné laboratorní vybavení dost složité a nákladné. Kryostaty mají četné aplikace ve vědě, strojírenství, biologii a medicíně .

## Typy kryostatů

### Kryostaty s lázní kryogenní kapaliny
Kryostaty s lázní kryogenní kapaliny (reservoir-type cryostats, Bad-Kryostate) svou konstrukcí připomínají Dewarovy nádoby s vakuovou izolací používané pro přechovávání kryogenních kapalin. Chlazený vzorek bývá umístěn v tepelném kontaktu s kapalnou lázní. Kryogenní kapalina se může doplňovat v intervalech mezi několika hodinami až několika měsíci v závislosti na objemu a konstrukci kryostatu. Je žádoucí minimalizovat přítok tepla z okolního prostředí, k němuž dochází kombinací tří mechanismů: vedením, konvekcí a zářením.
Vedením se teplo do kryogenní kapaliny dostává hlavně přes nezbytné konstrukční prvky, jako jsou např. různé závěsy, podpěry, distanční vložky, (popř. i elektrickými přívody). Tyto konstrukční prvky se proto zhotovují z materiálů s nízkou tepelnou vodivostí, jakými jsou třeba vhodné typy korozivzdorných ocelí nebo nekovové kompozitní materiály s minimálním možným průřezem – typické jsou proto např. závěsy z tenkostěnných trubek.
Přenos tepla konvekcí a vedením v plynech se účinně omezuje vyčerpáním izolačních prostorů v kryostatu na vysoké vakuum (řádově 10−4 Pa až 10−6 Pa). K tomu lze využít různé typy vakuových vývěv často současně s vymražením zbytků vzduchu (s kryosorpcí) uvnitř kryostatu.

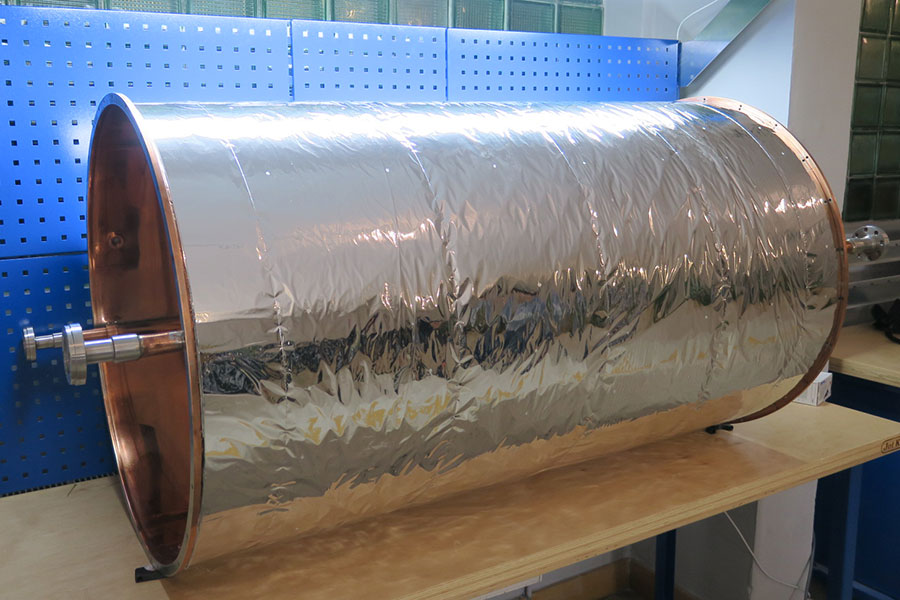
Kryogenní nádoba (vnitřní část kryostatu) se superizolací polské firmy Frako-Term.

Přenos tepla zářením z vnějšího pláště kryostatu na pokojové teplotě na chladné struktury uvnitř kryostatu hraje v kryotechnice významnou roli. Potlačuje se různými typy radiačních štítů v kombinaci se superizolací (mnohovrstevná izolace vyráběná z pokovených tenkých plastových fólií).    
Aby se dosáhlo teplot nižších než je bod varu použité kryogenní kapaliny při atmosférickém tlaku, můžeme odsávat páry nad hladinou kapaliny, snižovat jejich tlak, a tím i bod varu. Touto cestou lze v kryostatu s kapalným heliem (4He) dosáhnout teploty kolem 1 K. Teploty těsně pod 0,3 K lze dosáhnout použitím vzácného izotopu helia 3He jako pracovní tekutiny v kryostatu. Do teplotní oblasti kolem 1 mK se lze dostat rozpouštěcím chlazením využívajícím oba stabilní izotopy helia 3He a 4He a teplot pod touto hranicí lze dosáhnout pomocí adiabatické demagnetizace.
V ČR se výrobou kryostatů tohoto druhu zabývala firma Ferox Děčín, která je od roku 1999 součástí nadnárodní společnosti Chart Industries, Inc..

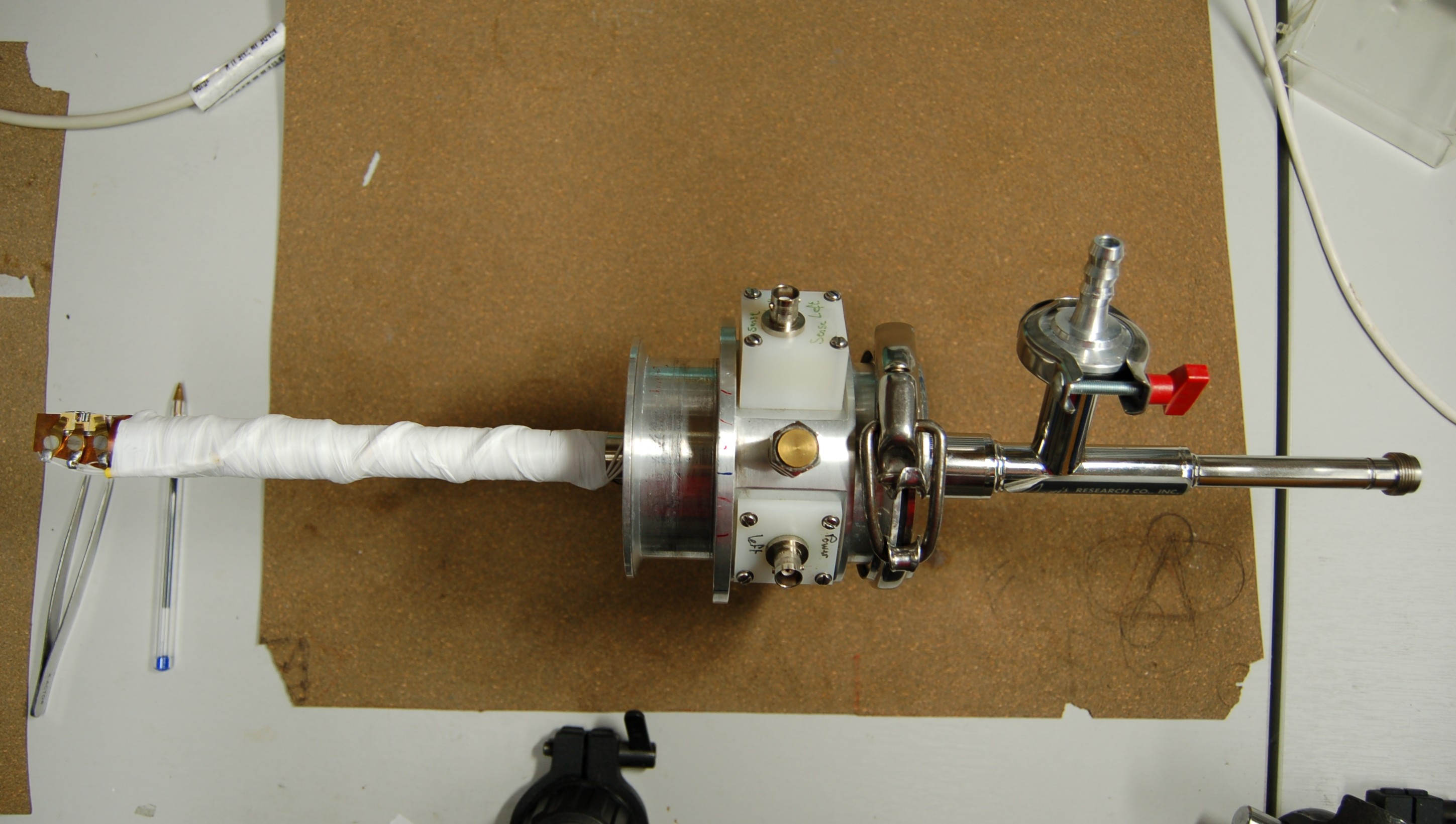
Vnitřní část héliového průtokového kryostatu pro výzkum optických vlastností polovodičů.

### Průtokové kryostaty
Průtokové kryostaty (continuous flow cryostats, evaporation cryostats, Verdampferkryostaten) se chladí kryogenními kapalinami, které se do kryostatu přivádějí ze skladovacího zásobníku (Dewarovy nádoby). Kryogenní kapalina se do kryostatu přivádí speciálním vakuově izolovaným přepouštěčem (sifonem) nepřetržitě a pouze v takovém množství, které je právě třeba k udržení požadované teploty v kryostatu. Uvnitř průtokového kryostatu tedy není žádný zásobník kryogenní kapaliny. Tyto kryostaty jsou s ohledem na ekonomii provozu vhodné pro experimenty v širokém rozsahem teplot nad normálním bodem varu použité kryogenní kapaliny .
Požadovaná teplota se v průtokovém kryostatu nastavuje ovládáním průtoku kryogenní kapaliny do kryostatu spolu s elektrickým ohřevem pomocí PID regulátoru. V takovém uspořádání lze požadovanou teplotu obvykle udržovat s přesností lepší než 0,1 K.
Při provozu průtokového kryostatu existuje teplotní interval, ve kterém je zvýšené riziko teplotních oscilací způsobených proměnlivým přestupem tepla do dvoufázového toku kryogenní látky (do směsi kapaliny s bublinami par). Pokud jde např. o heliový průtokový kryostat s rozsahem pracovních teplot od 4,2 K do 300 K (tedy do pokojové teploty), jako kritické se uvádějí teploty zhruba mezi 4,2 K a 15 K. V souvislosti s tím vystupují do popředí požadavky na kvalitní tepelnou izolaci použitého přepouštěcího sifonu, protože právě tepelné ztráty během transportu kryogenní kapaliny do kryostatu vedou k tomu, že se do kryostatu dostává nežádoucí směs kapalina–pára.      

### Kryostaty s uzavřeným cyklem

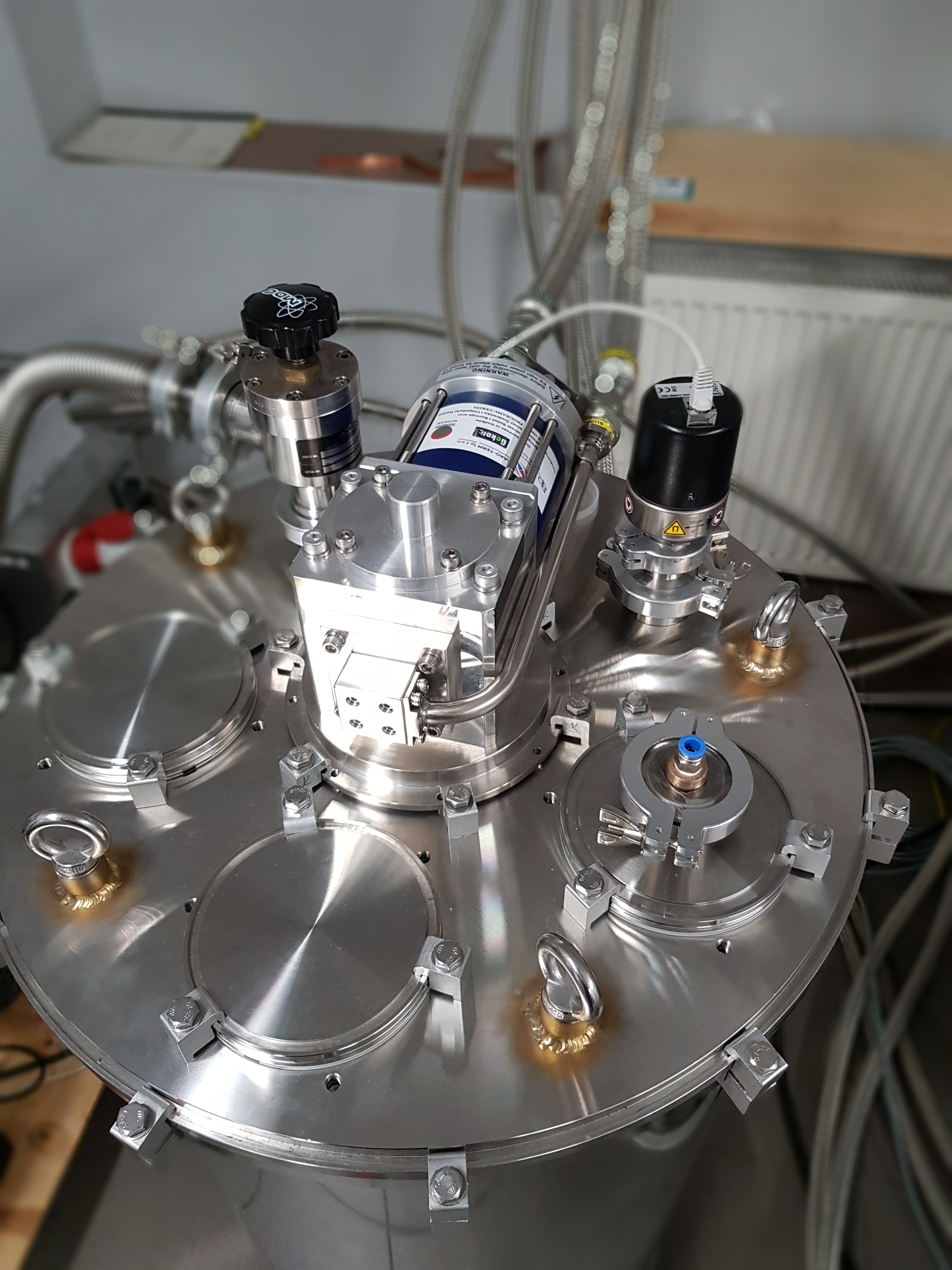
Horní příruba kryostatu s chladicí jednotkou (s cryocoolerem) pracující v uzavřeném cyklu.

Kryostaty s uzavřeným cyklem (closed-cycle refrigerator cryostats, Refrigeratorkryostate) se někdy označují jako zařízení, která pracují bez kryogenních kapalin. Ve skutečnosti jde o to, že obsluha takového zařízení nemusí nutně přijít do styku s žádnou kryogenní kapalinou nebo plynem, vlastní chladicí systém (cryocooler) však s kryogenními látkami pracuje.
V současnosti jsou k dispozici komerčně dostupné, provozně jednoduché a spolehlivé refrigerátory s uzavřeným cyklem. Pro chlazení využívají různých fyzikálních principů, jako jsou např. Jouleova–Thompsonova expanze, Stirlingův nebo Gifordův–McMahonův cyklus. Chladicího efektu se dosahuje tzv. regenerativním chlazením, při němž se použitý plyn – obvykle helium o tlaku 1 až 3 MPa – střídavě podrobuje kompresi a expanzi mezi písty pracovního válce.

## Aplikace kryostatů

Kryostat československého supravodivého separátoru kaolinu instalovaného v Kaznějově r. 1984. Pracovní indukce supravodivého magnetu uvnitř kryostatu B = 5 T.

Obecně se kryostaty ve svých nejrůznějších podobách se používají v řadě oblastí: Ve fyzice nízkých teplot, v základním a aplikovaném výzkumu pro materiálovou analýzu, pro chlazení supravodivých magnetů v lékařských tomografech založených na magnetické rezonanci (MRI), v synchrotronech, ve fúzních reaktorech, v NMR spektrometrech.
Konkrétně kryostaty s uzavřeným cyklem se používají např. při provozu supravodivých magnetů („cryogen-free superconducting magnets“) a přinášejí výhody zejména pro uživatele bez jiných kryogenních zařízení a zkušeností, například v nemocnicích nebo v průmyslových aplikacích. Dalšími jejich důležitými aplikacemi je chlazení kryogenních sorpčních vývěv, infračervených senzorů ve vesmírných či vojenských aplikacích apod.
Další příklady využití kryostatů lze najít v optické i elektronové mikroskopii pro přípravu zmrazených preparátů pomocí mikrotomů (v histologii, v biologii), pro výzkum supravodivých kvantových počítačů, pro chlazení systémů SQUID (magnetoencefalografie, magnetokardiografie).